# Frank Baker
John Franklin Baker, detto Home Run (Trappe, 13 marzo 1886 – Trappe, 28 giugno 1963), è stato un giocatore di baseball statunitense di ruolo terza base nella Major League Baseball (MLB). È stato inserito nella National Baseball Hall of Fame nel 1955.

## Carriera
Baker giocò nella Major League Baseball dal 1908 al 1922, per i Philadelphia Athletics e i New York Yankees, venendo chiamato "il re degli home run originale delle major". Con gli Athletics vinse le World Series nel 1910, 1911 e 1913.  Baker si guadagnò il suo soprannome durante le World Series 1911: il suo fuoricampo in gara 2 su lancio di Rube Marquard fu quello che diede la vittoria gli Athletics mentre quello in gara 3 su lancio di Christy Mathewson pareggiò la partita nel nono inning, dopo di che gli Athletics vinsero nell'undicesimo. Baker concluse la serie con 9 su 24, guidando tutti i battitori con una media battuta di .375.
Dopo una disputa contrattuale fu ceduto agli Yankees, dove, assieme a Wally Pipp, aiutò l'attacco della squadra, raggiungendo le World Series nel 1921 e 1922, perdendole entrambe, dopo di che si ritirò.
Baker guidò la American League in home run per quattro anni consecutivi, dal 1911 al 1914. Ebbe una media in battuta sopra il .300 in sei stagioni, ebbe tre annate con più di cento RBI e due stagioni con oltre cento punti segnati. L'eredità di Baker crebbe nel corso degli anni, venendo classificato come uno dei migliori battitori della deadball era. Nel corso dei suoi tredici anni di carriera, Baker non giocò un singolo inning che non fosse nel ruolo di terza base.

## Palmarès

### Club
- World Series: 3

Philadelphia Athletics: 1910, 1911, 1913

### Individuale
- Leader della American League in home run: 4

1911-1914
- Leader della American League in RBI: 2

1912, 1913

## Filmografia
- World's Championship Series – cortometraggio, documentario (1910)
- Athletics vs. Giants in the World's Championship Baseball Series of 1911 – cortometraggio, documentario (1911)
- Baseball Industry – cortometraggio, documentario (1912)
- The Short-Stop's Double, regia di Charles H. France – cortometraggio (1913)
- Pathé's Weekly, No. 58 – cortometraggio, news (1913)
- Animated Weekly, No. 110 – cortometraggio, documentario (1914)
- Home Run Baker's Double, regia di Kenean Buel – cortometraggio (1914)
- Pathé News, No. 31 – cortometraggio, news (1916)
- Selig-Tribune, No. 32 – cortometraggio, news (1916)
- The Baseball Revue of 1917, regia di Tom McEvoy – documentario (1917)